# Tour de Babel
Pour les articles homonymes, voir Babel.
L'histoire de la tour de Babel (hébreu : מִגְדַּל בָּבֶל ; Migdal ; en arabe : برج بابل, Burj Babil) est un épisode biblique rapporté dans le Livre de la Genèse Gn 11,1-9, peu après l'épisode du Déluge.
La tour biblique pourrait avoir été inspirée par l'Etemenanki, une ziggurat de sept étages dédiée au dieu Mardouk à Babylone et désignée comme « le temple de la fondation du Ciel et de la Terre ».
Le mythe fut d'une fécondité remarquable et a inspiré des réflexions sur l'origine de la diversité des langues, la puissance de l'effort collectif, l'orgueil humain, la fonction civilisatrice de la ville et la totalisation du savoir. Il a aussi servi de métaphore architecturale à des organismes transnationaux et multilingues.

## Origine du nom
En akkadien Bāb-ilani signifie « la porte des dieux ». Dans le récit biblique, ce mot prend un tout autre sens en raison d'un jeu de mots introduit avec la racine hébraïque BLBL, qui signifie « bredouiller », « confondre »,.

## Récits originaux

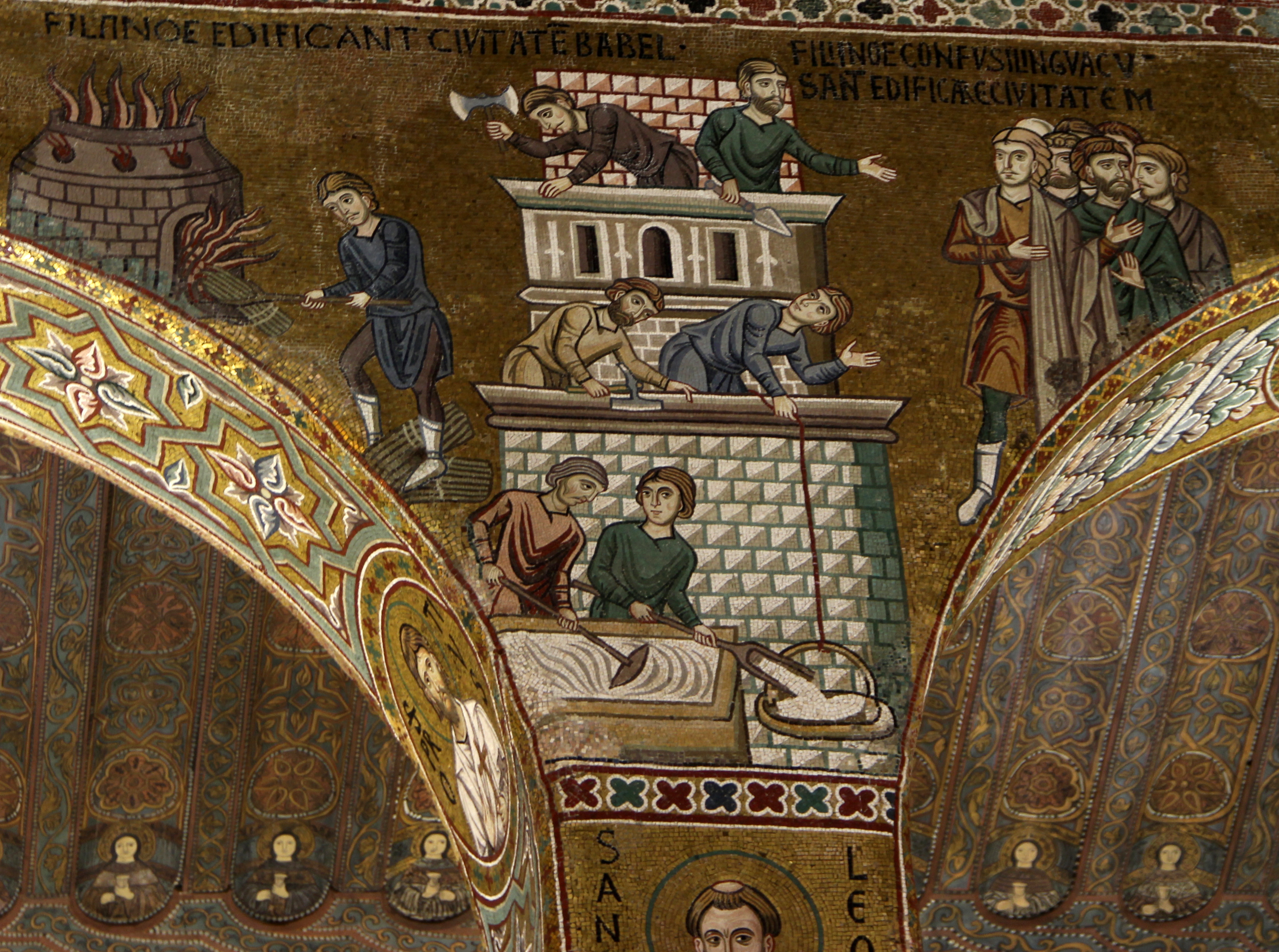
Mosaïque de la chapelle palatine de Palerme (XIIe siècle).

Peu après le Déluge, alors qu'ils parlent tous la même langue, les Hommes atteignent une plaine dans le pays de Shinar et s'y installent. Là, ils entreprennent de bâtir une ville et une tour dont le sommet touche le ciel, pour se faire un nom. Alors Dieu brouille leur langue afin qu'ils ne se comprennent plus, et les disperse sur toute la surface de la Terre. La construction cesse. La ville est alors nommée Babel.
Le récit se trouve dans le Livre de la Genèse (Gn 11,1-9) :

« Toute la terre avait une seule langue et les mêmes mots.
Comme ils étaient partis de l’orient, ils trouvèrent une plaine au pays de Shinar, et ils y habitèrent.
Ils se dirent l’un à l’autre : Allons ! faisons des briques, et cuisons-les au feu. Et la brique leur servit de pierre, et le bitume leur servit de ciment.
Ils dirent encore : Allons ! bâtissons-nous une ville et une tour dont le sommet touche au ciel, et faisons-nous un nom, afin que nous ne soyons pas dispersés sur la face de toute la terre.
L’Éternel descendit pour voir la ville et la tour que bâtissaient les fils des Hommes.
Et l’Éternel dit : Voici, ils forment un seul peuple et ont tous une même langue, et c’est là ce qu’ils ont entrepris ; maintenant rien ne les empêcherait de faire tout ce qu’ils auraient projeté.
Allons ! descendons, et là confondons leur langage, afin qu’ils n’entendent plus la langue, les uns des autres.
Et l’Éternel les dispersa loin de là sur la face de toute la terre et leur donna tous un langage différent ; et ils cessèrent de bâtir la ville.
C’est pourquoi on l’appela du nom de Babel, car c’est là que l’Éternel confondit le langage de toute la terre, et c’est de là que l’Éternel les dispersa sur la face de toute la terre. »

Le Livre des Jubilés précise la durée du travail de construction et donne des détails sur les dimensions : 

« Voici que les enfants des hommes sont devenus malveillants par leur mauvais dessein de se construire pour eux une ville et une tour dans le pays de Shinar. Car ils sont partis vers l’Est du pays d’Ararat à Shinar, et dans ces jours ils ont construit la ville et la tour en se disant : – Allez, qu’ainsi nous montions au ciel. Et dans la quatrième semaine ils commencèrent à construire et ils firent des briques au feu et les briques leur servaient de pierre et ils les cimentaient ensemble avec l’argile qui est l’asphalte qui vient de la mer et des fontaines d’eau du pays de Shinar. Et ils construisirent ça ; 43 ans pour construire ça. La largeur d’une brique était de deux briques et la hauteur était le tiers d’une ; sa hauteur comptait 5433 coudées et deux paumes et la superficie d’un mur était de treize stades et trente stades de l’autre. »

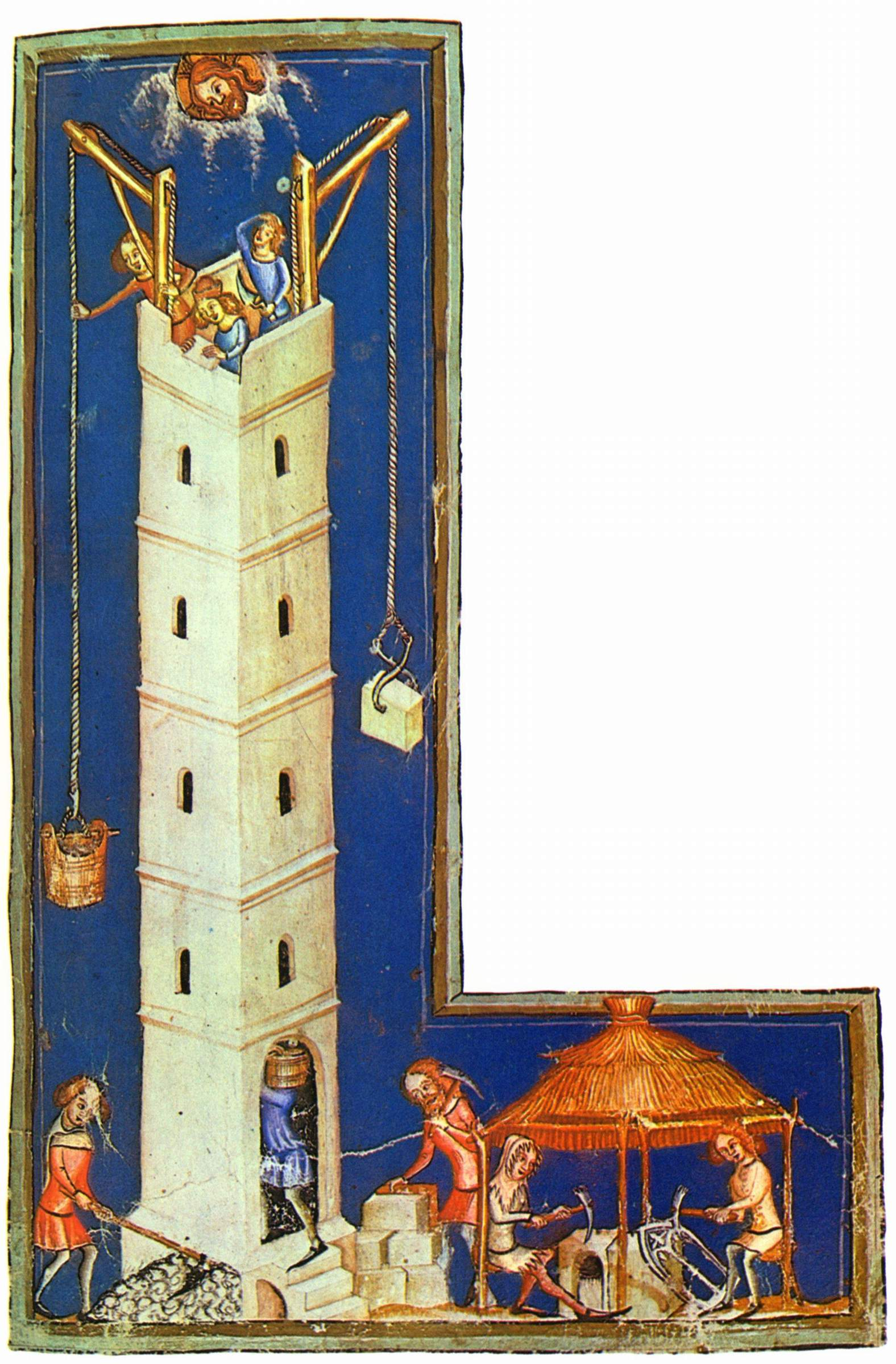
Miniature par le Meister der Weltenchronik (vers 1370).

L' Apocalypse grecque de Baruch (vers 70 de notre ère) précise que les dirigeants de ce projet étaient tellement mauvais qu'ils ne permettaient même pas à une femme en train d'accoucher d'abandonner son poste de travail. 

Le récit de Flavius Josèphe dans Les Antiquités judaïques (fin du Ier siècle) ajoute une justification rationnelle à la décision de construire cette tour : 

« Celui qui les exalta ainsi jusqu'à outrager et mépriser Dieu fut Nemrod (Nébrôdès), petit-fils de Cham, fils de Noé, homme audacieux, d'une grande vigueur physique ; il leur persuade d'attribuer la cause de leur bonheur, non pas à Dieu, mais à leur seule valeur et peu à peu transforme l'état de choses en une tyrannie. Il estimait que le seul moyen de détacher les hommes de la crainte de Dieu, c'était qu'ils s'en remissent toujours à sa propre puissance. Il promet de les défendre contre une seconde punition de Dieu qui veut inonder la terre : il construira une tour assez haute pour que les eaux ne puissent s'élever jusqu'à elle et il vengera même la mort de leurs pères. 
Le peuple était tout disposé à suivre les avis de Nemrod, considérant l'obéissance à Dieu comme une servitude ; ils se mirent à édifier la tour avec une ardeur infatigable, sans se ralentir dans leur travail ; elle s'éleva plus vite qu'on n'eût supposé, grâce à la multitude des bras. Mais elle était si formidablement massive que la hauteur en semblait amoindrie. On la construisait en briques cuites, reliées ensemble par du bitume pour les empêcher de s'écrouler. Voyant leur folle entreprise, Dieu ne crut pas devoir les exterminer complètement, puisque même la destruction des premiers hommes n’avait pu assagir leurs descendants ; mais il suscita la discorde parmi eux en leur faisant parler des langues différentes, de sorte que, grâce à cette variété d'idiomes, ils ne pouvaient plus se comprendre les uns les autres. L'endroit où ils bâtirent la tour s'appelle maintenant Babylone, par suite de la confusion introduite dans un langage primitivement intelligible à tous : les Hébreux rendent « confusion » par le mot babel. »

Les commentaires du Midrash offrent diverses précisions sur les mobiles de cette entreprise et le défi que les Hommes avaient ainsi lancé à Dieu et à Abraham. C'était aussi une façon d'éviter une répétition du déluge. Selon le Sefer Ha-Yashar, six cent mille personnes auraient pris part à cette entreprise. La tour avait atteint une telle hauteur qu'il fallait un an pour amener les matériaux au sommet. Lorsque Dieu confond les langues, le maçon qui avait commandé du mortier recevait plutôt des pierres, ce qui entrainait des colères; certains des ouvriers sont transformés en singes, en mauvais esprits, en démons ou en fantômes.

## Traditions

### La tradition biblique

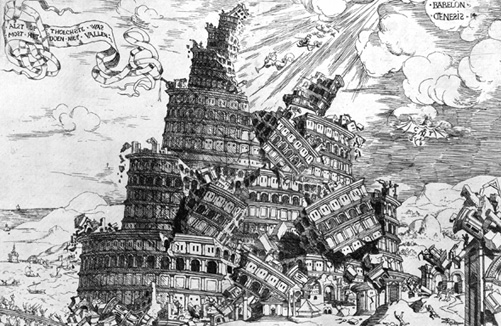
Cornelis Anthonisz (1547) interprète très librement le récit biblique.

Selon les traditions judéo-chrétiennes, Nemrod, le « roi-chasseur » qui régnait sur les descendants de Noé, est à l'origine du projet. Babel est souvent identifié à Babylone. L'unique langue parlée par les hommes est appelée la langue adamique. Pour certains, cette histoire qui explique la diversité des langues, illustre la nécessité de se comprendre pour réaliser de grands projets, et le risque d'échouer si chacun utilise son propre jargon. 
On peut aussi y voir une illustration des dangers que représente la recherche de la connaissance, vue comme un défi lancé à Dieu : « Quant aux pères de l’Église et aux penseurs chrétiens, ils voient en Babel le péché, péché de la multiplicité détruisant l’unité, nouvelle chute puisque la tour, comme la Chute de nos aïeux, résulte de l’orgueil. »
Babel est aussi une ville, bâtie collectivement pour « se faire un nom » ; on pourrait comprendre « pour exister ». On peut en effet voir la Ville comme le lieu de la désobéissance des hommes envers Dieu. Mais le mot hébreu shem, souvent traduit par « nom », peut également vouloir dire « monument », au sens d'un mémorial. Ce sens est naturel dans ce passage, et résout le problème de l'interprétation de l'expression « se faire un nom » qui paraît à première vue hors sujet,.
La ville et la tour sont construites sur une faille, Shinar, qui pour les Anciens, met en relation le monde des hommes avec celui des dieux : les Enfers. On peut comparer Babel à Hénoch (le commencement, en hébreu), première ville biblique construite par Caïn sur la terre de Nod (de l'errance, en hébreu), où sont nées les premières réalisations des hommes, par l'artisanat et les arts de Tubalcaïn et de Youbal ; mais cette ville est aussi le théâtre du crime de Lamech et Dieu la détruit par le Déluge.

### La tradition musulmane

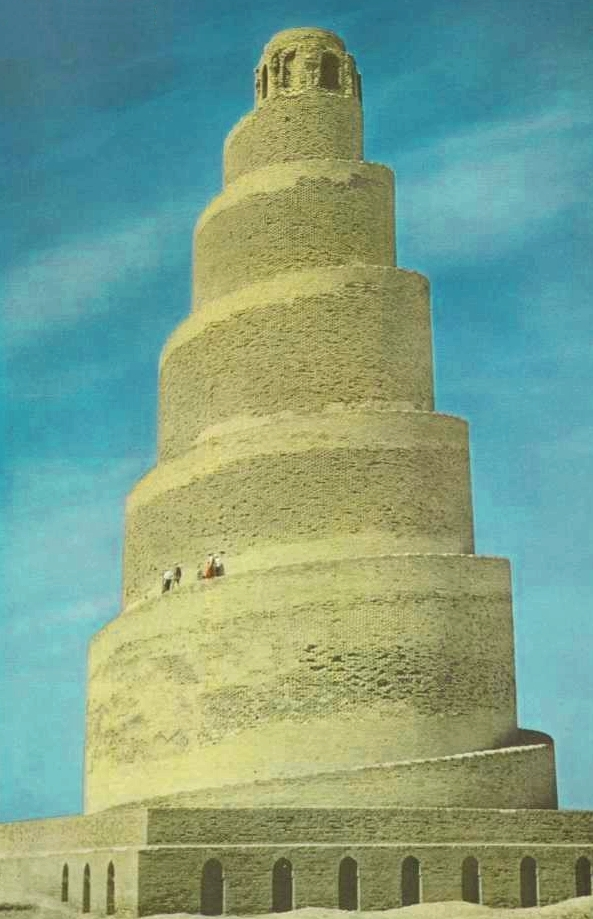
La Grande Mosquée de Samarra, dont G. Doré pourrait s'être inspiré pour sa Confusion des langues.

Babel est citée au « Chapitre sur la prière dans les ruines et les lieux de douleur » d'un important recueil de traditions musulmanes. Dans les Chroniques de Tabari (IXe siècle), Nemrod fait construire une tour (sarh) à Babil, afin d'attaquer Dieu « au ciel, sur son propre terrain ». Mais Dieu détruit la tour et le langage unique de l'humanité, qui était le syriaque, est confondu en 72 langues. Dans une variante, seul le patriarche Eber, ancêtre d'Abraham, se voit accorder la permission de garder sa langue originelle, l'hébreu, parce qu'il n'avait pas participé à la construction.

## Contexte historique

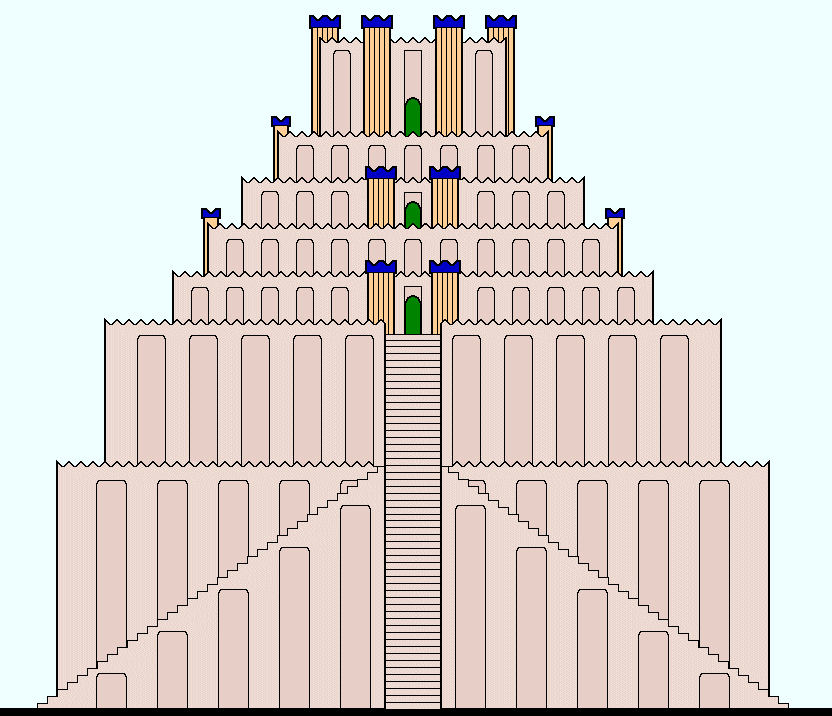
Reconstruction sur des bases archéologiques de l’Etemenanki.

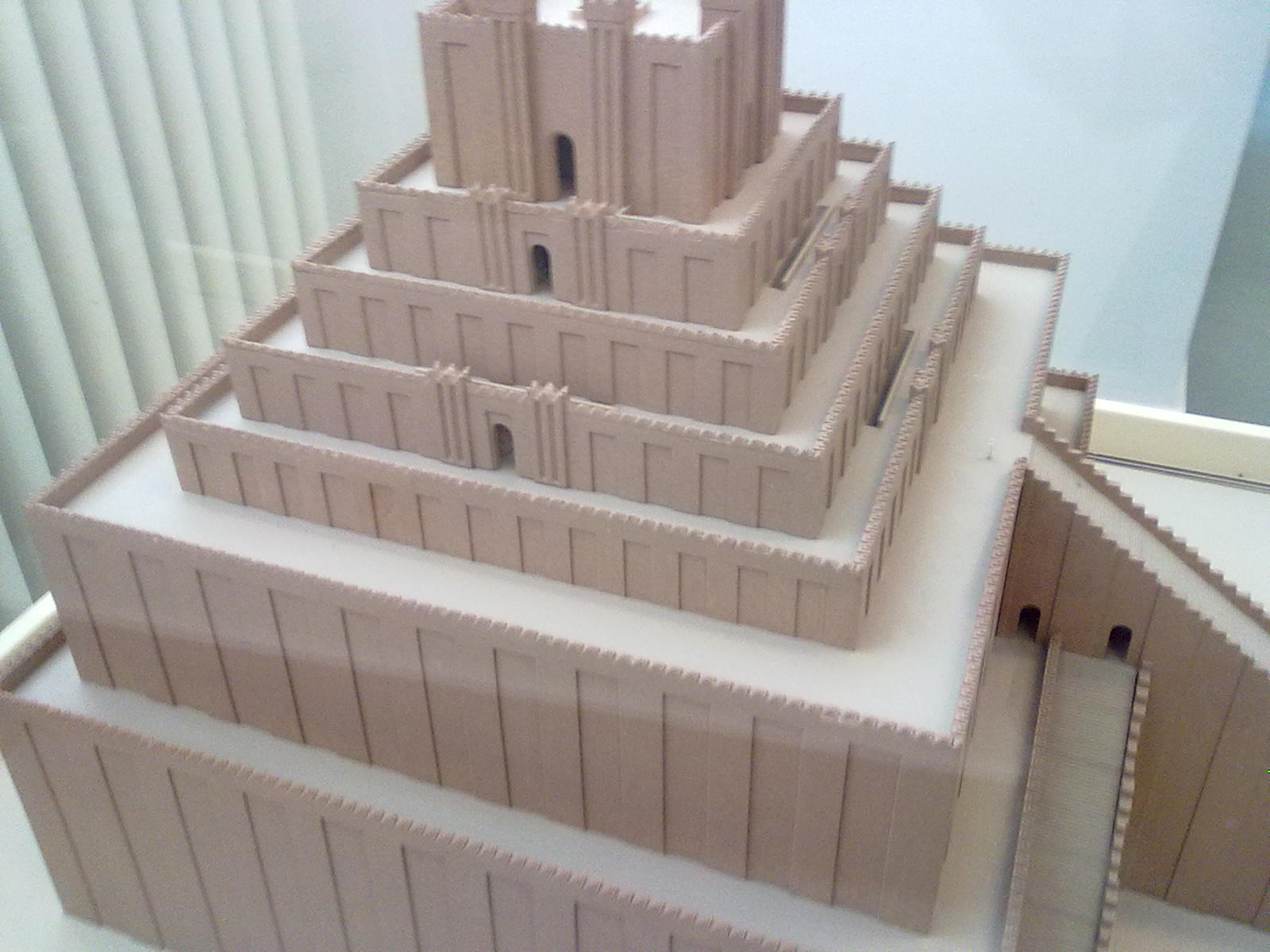
Maquette au musée de Pergame à Berlin.

Selon l'assyriologue Wolfram von Soden, on ne doit pas rechercher une origine, le récit de l'auteur biblique sur la tour de Babel étant un « mythe construit » qui ne repose sur aucune tradition orale.
Le professeur d'histoire des religions Christoph Uehlinger voit dans ce récit de la tour un texte anti-assyrien se moquant de la volonté d'hégémonie de cette puissance, alors que la construction de sa nouvelle capitale Dur-Sharrukin n'est toujours pas achevée à la mort du roi Sargon II.

Toutefois, des archéologues soulignent les points communs entre la tour de Babel et la ziggurat de l’Etemenanki, « l’un des monuments les plus célèbres de l’Antiquité ». Dédiée au dieu principal de la ville, Marduk, cette tour à étages s'élevait au centre de Babylone, au cœur du sanctuaire de l’Esagil (« temple dont la tête est élevée »). L’Etemenanki était le « temple-fondation du ciel et de la terre », le « pivot reliant la terre et ses tréfonds au ciel, résidence des dieux du panthéon mésopotamien ». Construite durant plus d'un siècle par les rois Assarhaddon (680-669), Assurbanipal (668-630), Nabopolassar (626-605) et Nabuchodonosor II (604-562), cette ziggurat avait une base de 90 mètres de côté et peut-être une hauteur équivalente. Elle comptait probablement sept étages, colorés par des parements de briques émaillées (le chiffre 7 avait une valeur symbolique en Mésopotamie). Cependant, sa forme n'était pas circulaire : toutes les ziggurats avaient une base carrée ou rectangulaire, selon la description qu'en a donnée Hérodote : 

« On voit au milieu une tour massive qui a un stade tant en longueur qu’en largeur ; sur cette tour s’en élève une autre, et sur cette seconde encore une autre, et ainsi de suite : de sorte que l’on en compte jusqu’à huit. On a pratiqué en dehors des degrés qui vont en tournant, et par lesquels on monte à chaque tour. Au milieu de cet escalier on trouve une loge et des sièges, où se reposent ceux qui montent. Dans la dernière tour est une grande chapelle ; dans cette chapelle un grand lit bien garni, et près de ce lit une table d’or. On n’y voit point de statues. Personne n’y passe la nuit, à moins que ce ne soit une femme du pays, dont le dieu a fait choix, comme le disent les Chaldéens, qui sont les prêtres de ce dieu. »

Après la prise de Jérusalem par Nabuchodonosor II en 586 av. J.-C., une partie de la population juive avait été déportée à Babylone, comme cela se faisait couramment pour assurer le calme dans les régions conquises. En arrivant à Babylone, les Juifs ont probablement été subjugués par la grande ziggurat du dieu Marduk, tout comme elle frappa d'étonnement Alexandre le Grand, qui ordonna des travaux de réparation sur sa fortune personnelle, et en voulut une reproduction miniature en guise de tombeau. Ce monument pourrait donc avoir servi de référent de base au mythe de Babel.
Dans le mythe mésopotamien, Enmerkar et le seigneur d'Aratta (XXIe siècle av. J.-C.), Enmerkar, fondateur légendaire de la cité d'Uruk, est en train de construire une énorme ziggurat à Eridu et demande de l'aide à la cité d'Aratta, située sur le plateau iranien. Il implore le dieu Enki et appelle à l'aide la déesse Ishtar. Celle-ci lui conseille d'envoyer un héraut pour négocier avec le seigneur rival. Au cours des négociations, le héraut récite une incantation implorant Enki de restaurer l'unité des langues dans la région.
Depuis la découverte en 1872 de « la tablette du déluge » par George Smith, il ne fait pas de doute que les récits de la Genèse présentent de nombreux parallèles avec les récits provenant des tablettes sumériennes et babyloniennes: l'ancienne Babylone et le monde de la Bible relèvent assurément d'un même contexte culturel et littéraire comme le montrent les nombreux récits de déluge et de construction d'une tour que relatent les tablettes trouvées en Mésopotamie.

## Parallèles dans d'autres cultures

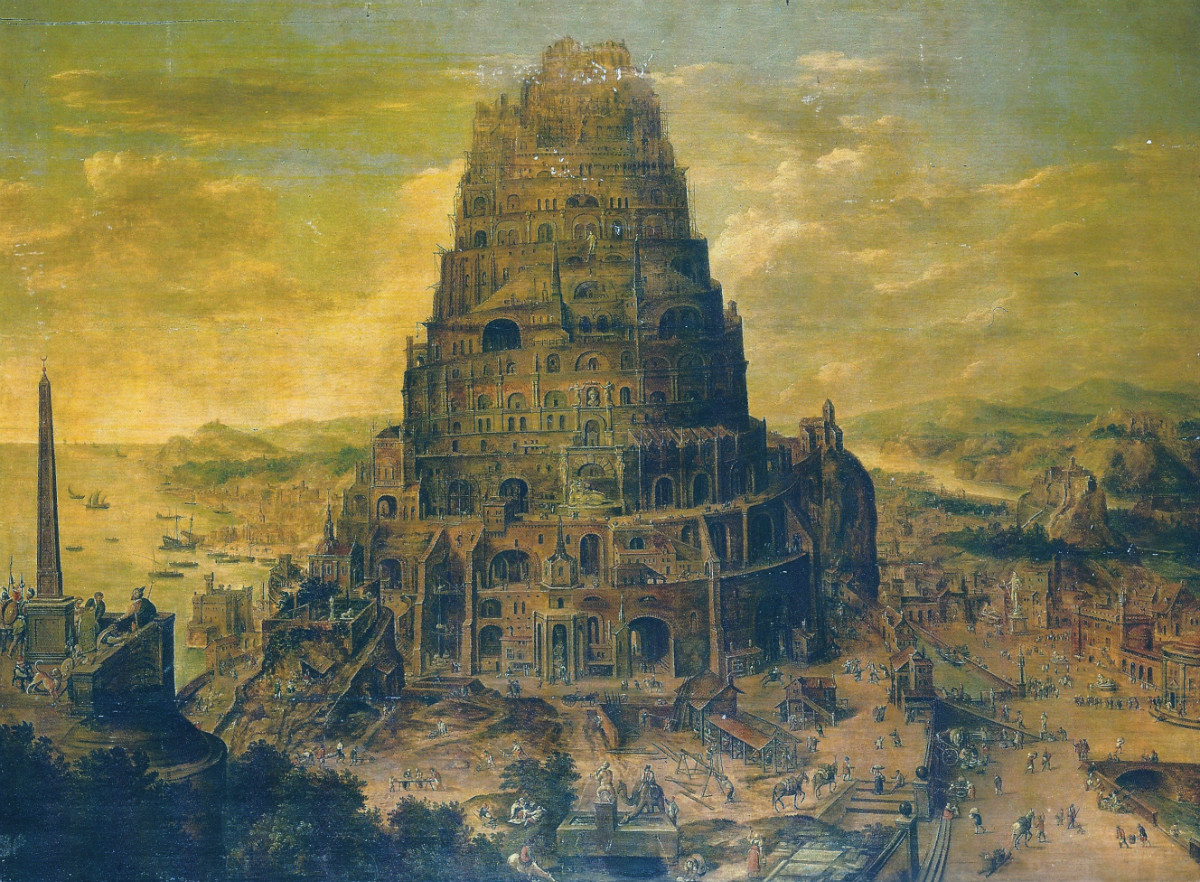
Hendrik III van Cleve (XVIe siècle).

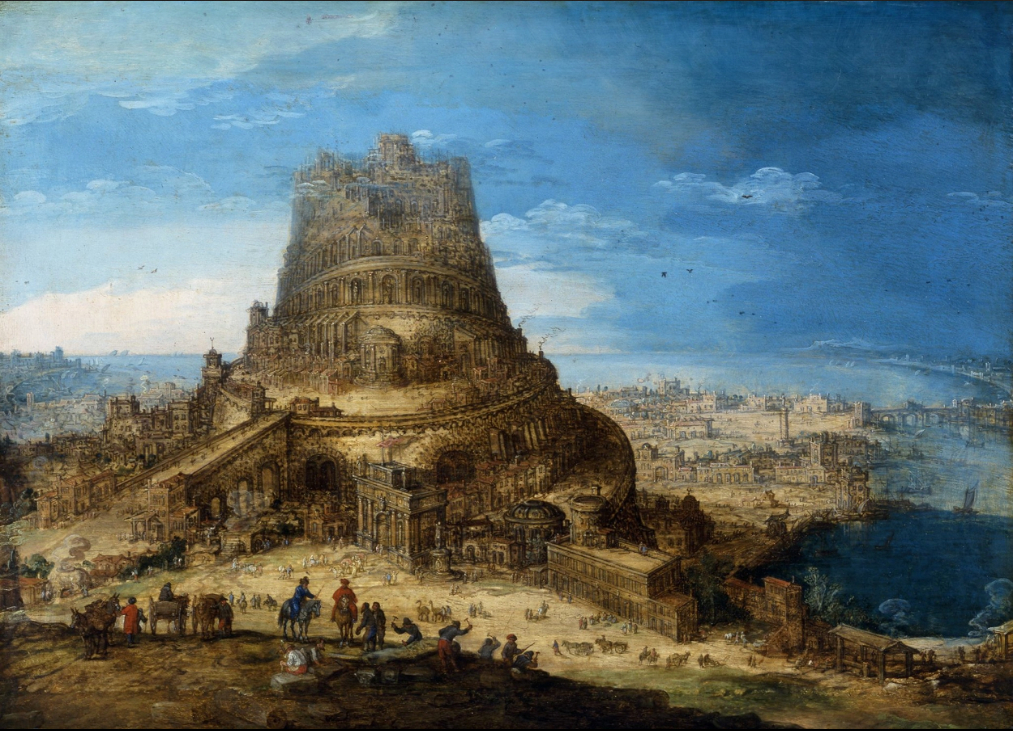
Entourage de Hendrik III van Cleve (XVIe siècle).

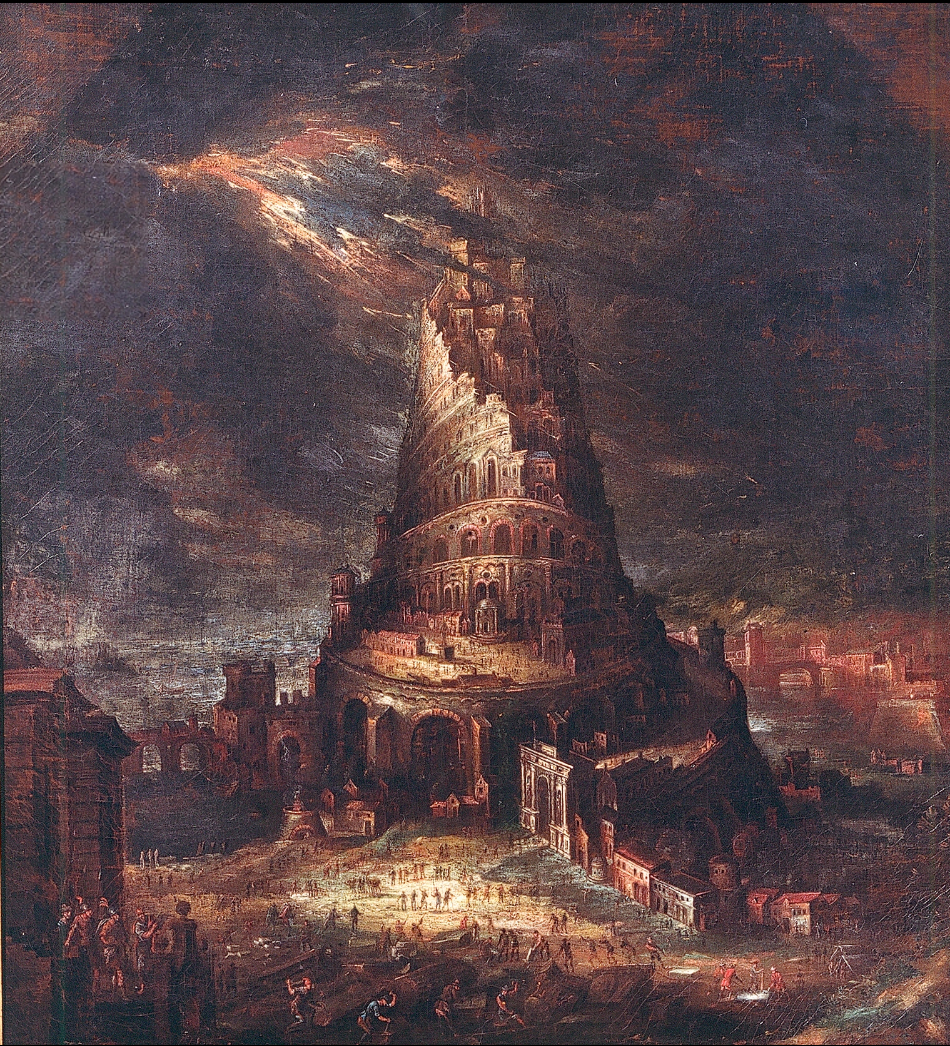
Hans Bol (1534-1593).

Plusieurs cultures ont des mythes contenant des points communs avec le récit de Babel.

### Mythologie grecque
Le récit de la tour de Babel a été mis en relation avec le mythe grec de la révolte des Titans contre Ouranos.

### Afrique
L'anthropologue James George Frazer a relevé de nombreux parallèles entre les récits de la Genèse — tels ceux du Déluge et de la tour de Babel — et des légendes de divers peuples à travers le monde. Ainsi, dans la mythologie des Lozis, des hommes méchants construisent une tour afin de poursuivre le Créateur Nyambe qui s'est enfui au ciel sur une toile d'araignée, mais les hommes périssent quand les mâts s'écroulent. 
Au Congo, des hommes dans un village se mettent en tête d'atteindre la Lune en érigeant de longs poteaux les uns sur les autres, jusqu'à ce que le tout s'écroule : depuis ce temps-là, personne n'a plus jamais tenté d'atteindre la Lune. Chez les Ashantis, les mâts sont remplacés par des pilons. De même, chez les Kongos ainsi qu'en Tanzanie, les hommes empilent des bâtons ou des troncs pour tenter d'atteindre la Lune.

### Amérique centrale
Le dominicain Pedro de los Rios, qui a vécu en Amérique centrale entre 1526 et 1529, rapporte une légende selon laquelle la Grande Pyramide de Cholula aurait été construite par sept géants rescapés du Déluge, sous la conduite de leur frère ainé, Xelhua, surnommé l'Architecte. Ils voulaient construire une pyramide qui atteindrait les cieux, mais les dieux, furieux de voir un tel orgueil, lancèrent le feu du ciel sur la pyramide, tuant nombre d'ouvriers, si bien que la tour est restée inachevée et a par la suite été consacrée à Quetzalcóatl. Une tradition similaire est rapportée par le dominicain Diego Durán (1537-1588), mais avec des détails indiquant une indiscutable contamination par le récit biblique.

## Interprétations

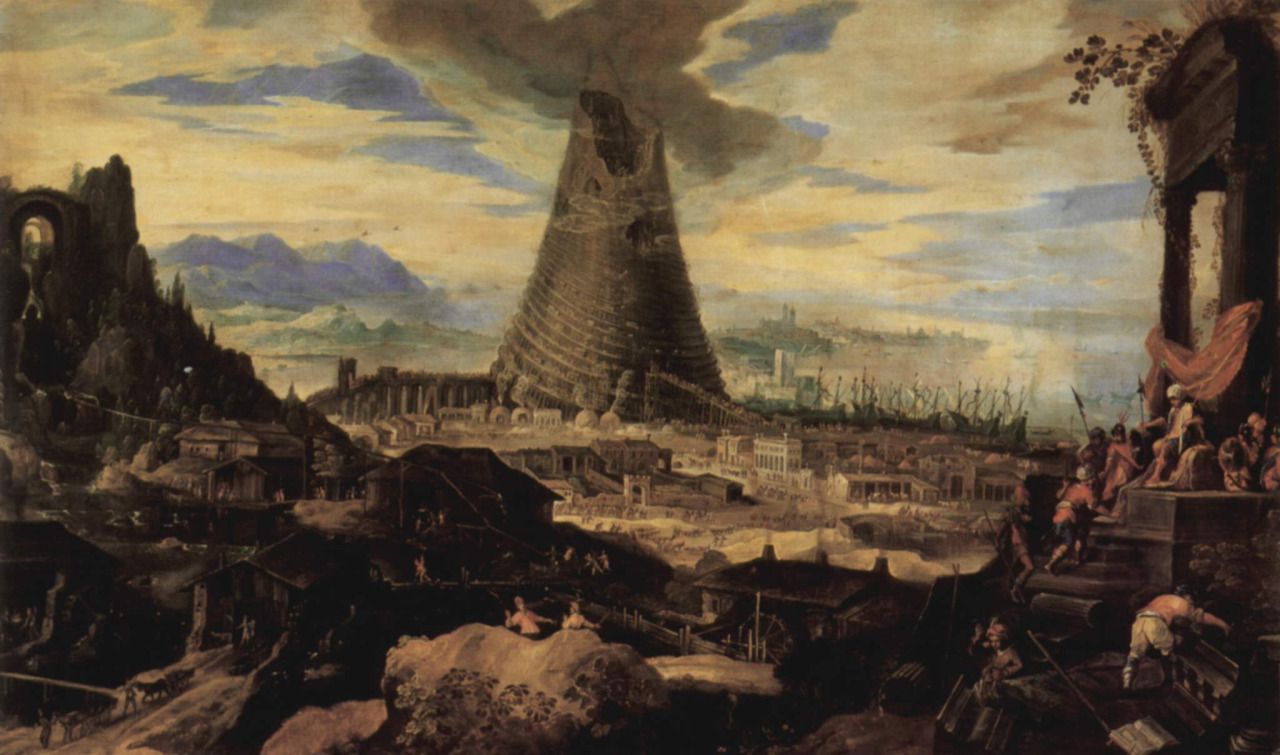
Lodewijk Toeput (1587).

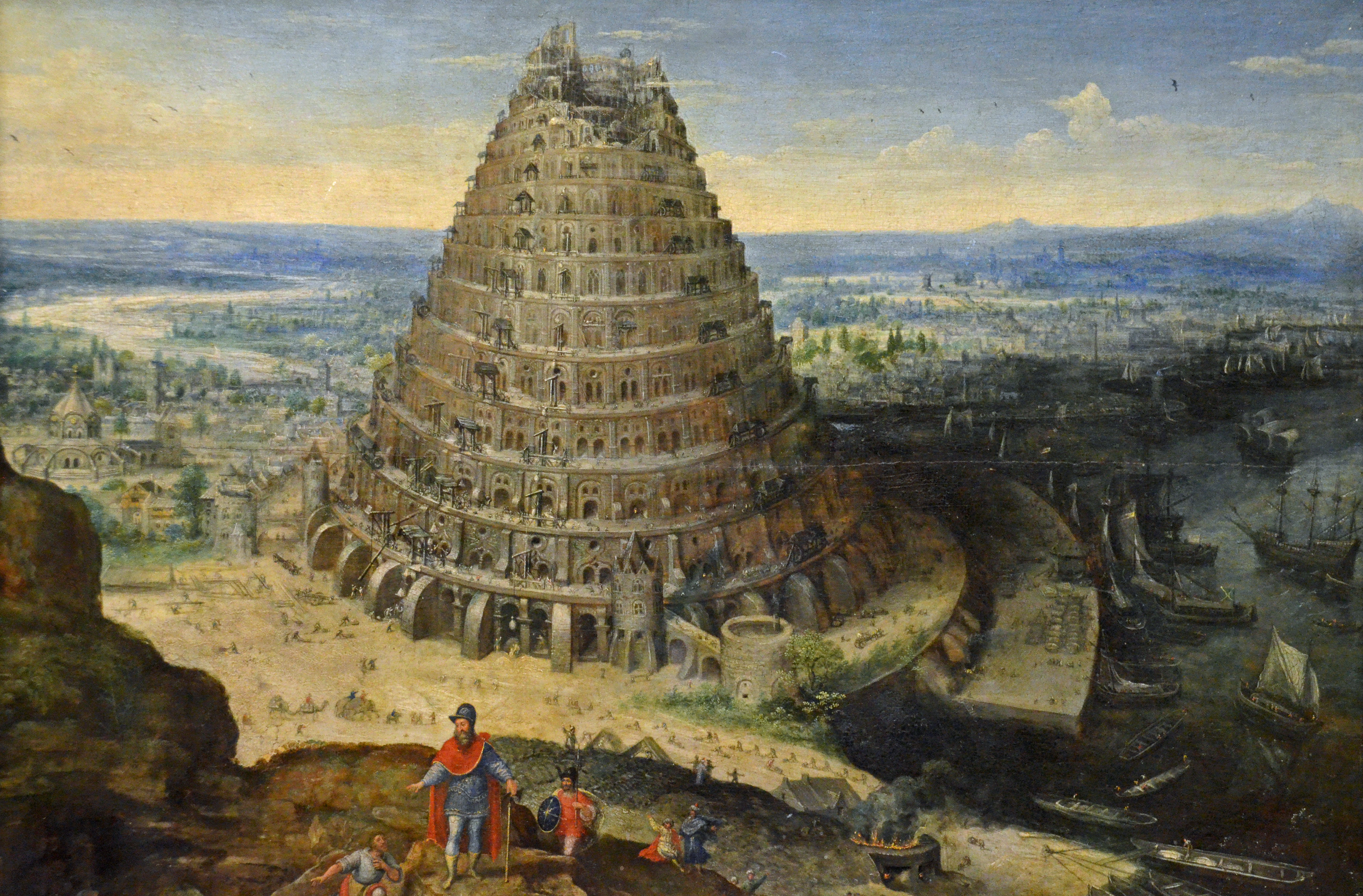
Lucas van Valckenborch (1594).

Augustin d'Hippone l'analyse dans De la Genèse au sens littéral. « Babel-Babylone pour les Hébreux désignait les ennemis d’Israël, entendons aussi, pour les Pères de l’Église, ceux de la chrétienté. Par un renversement polémique, Babel-Babylone, l’impure, par les Réformés sera identifiée à Rome et à la papauté. Luther a assimilé le châtiment de Babel à la décadence pontificale. »
Les commentateurs se sont aussi penchés sur « la valeur allégorique des sept étages de la Tour comportant chacun 360 marches, la signification spirituelle des 72 langues engendrées de la confusion babélienne rappelant, elle, les 72 noms de Dieu ».

### Alexander Hislop
Selon le pamphlet anticatholique The Two Babylons d'Alexander Hislop, pasteur protestant du XIXe siècle, le fondateur de Babylone, Koush, père de Nemrod, s'identifierait à Hermès. Ainsi ce qui caractériserait le régime Babylonien serait la découverte des langages secrets, de l'hermétisme (ce qui est caché), et ceci dans un but de Pouvoir. C'est dans cette volonté de promouvoir des langages secrets que réside le pouvoir des classes supérieures, et aussi la cause de la confusion des langages et leur multiplication parmi les peuples. Les humains de Babel (Babylone) trouvent ainsi leur punition dans le système de pouvoir qu'ils ont eux-mêmes inventé.

### Gerhard von Rad
Pour Gerhard von Rad, l'épisode de la tour de Babel est un récit étiologique sur la diversité des langues et des peuples. Le récit des origines est « jalonné par le péché, par ses éruptions : la chute, le récit de Caïn et Abel, le chant de Lamech, le Déluge ». L'épisode de la tour de Babel s'en distingue toutefois en relatant, non plus des manquements individuels, mais des péchés collectifs : « Il s'agit donc de marquer le péché collectif d'une communauté humaine et d'en montrer la condamnation par Dieu. [...] Le récit de la tour de Babel et celui des origines s'ouvrent à l'avenir au sens où la question de la relation entre les hommes et Dieu est posée. »

### Isaac Asimov
Isaac Asimov estime que le récit biblique peut être considéré comme une tentative d'explication de trois éléments, dont le premier serait la diversité linguistique, le deuxième serait l'existence pendant une longue période d'une ziggurat inachevée (ou en ruines) à Babylone, et le troisième serait l'origine étymologique attribuée par erreur au nom hébreu de cette ville (Babel) : « Les auteurs du livre de la Genèse croyaient que « Babel » venait du mot hébreu balal, signifiant mélangé, confus ou brouillé. » L'explication proposée par Asimov pour l'existence de cette ziggurat inachevée était que la construction de celle-ci aurait pu avoir été interrompue à cause de la panique engendrée par les campagnes militaires de Sargon d'Akkad. D'autres auteurs évoquent l'état éventuellement détérioré des versions antérieures de l'Etemenanki, qui a notamment été rénové postérieurement au récit biblique par Nabuchodonosor.

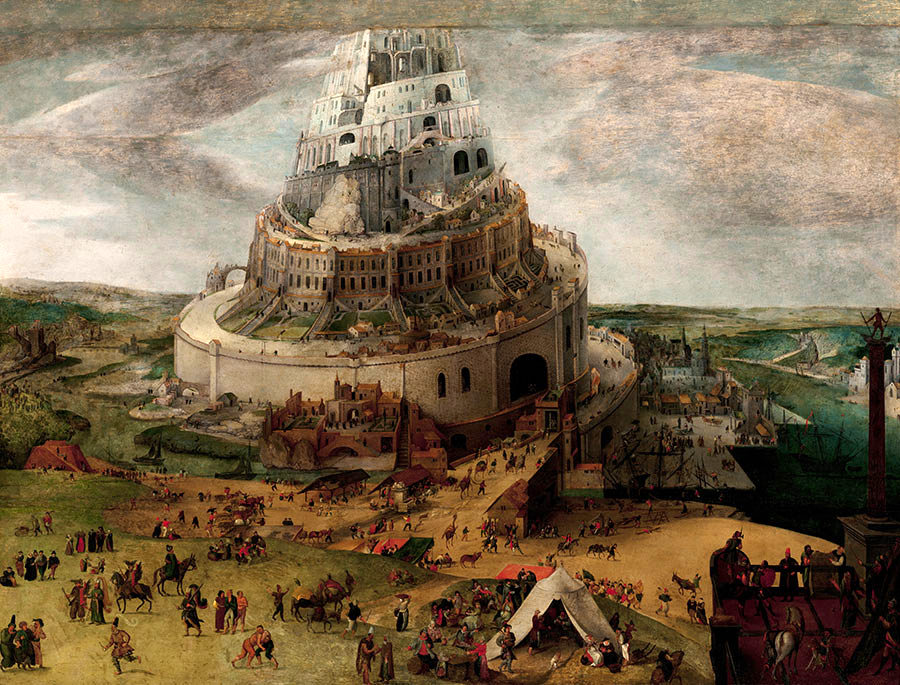
Entourage de Jacob Grimmer (XVIe siècle).

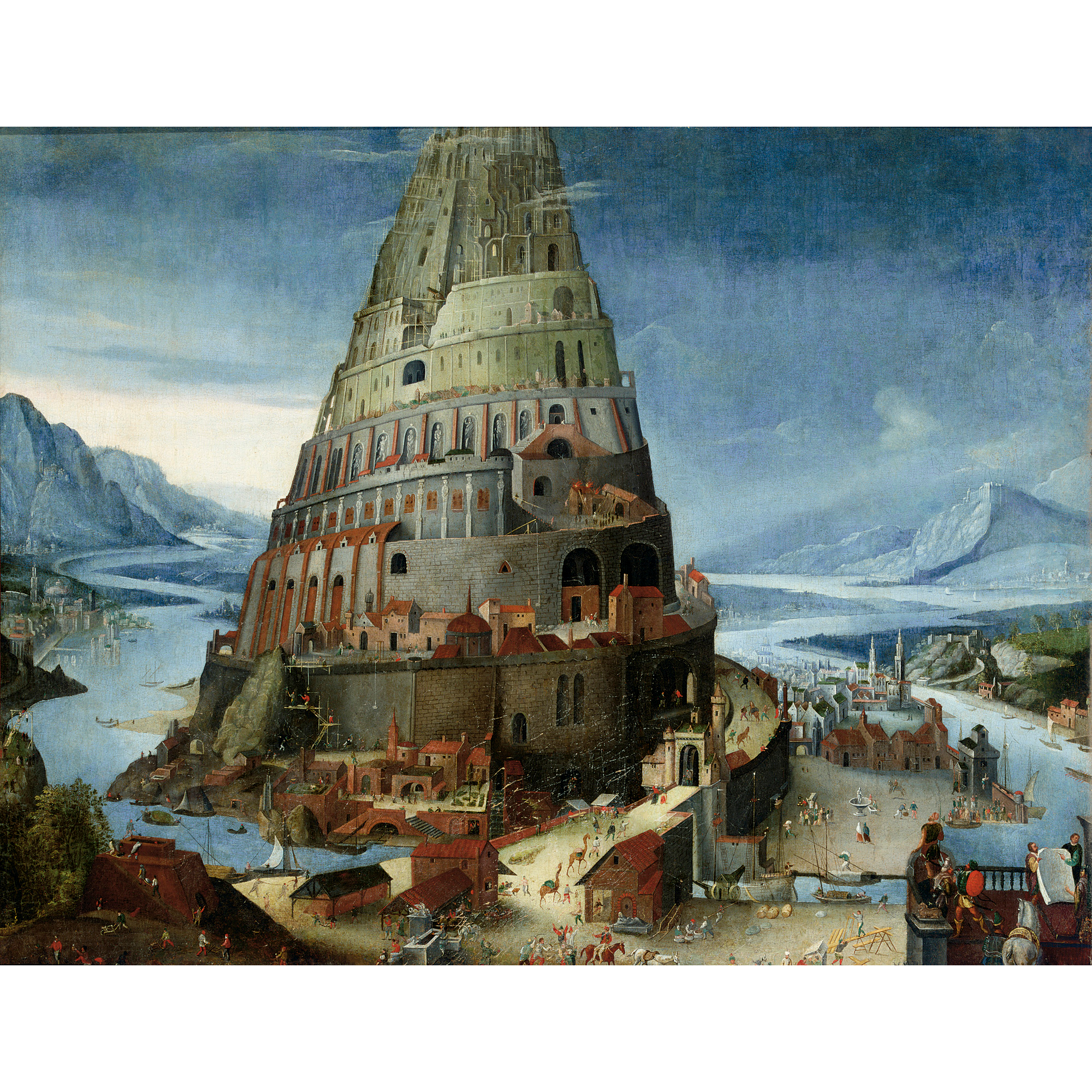
Cercle de Tobias Verhaecht (vers 1600).

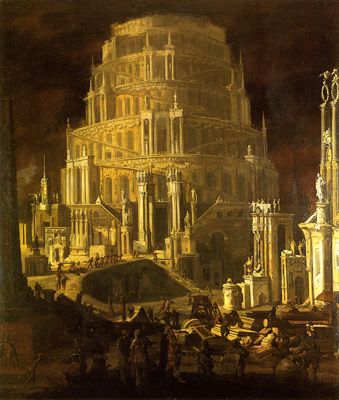
Monsù Desiderio (XVIIe siècle).

### Autres interprétations
À contre-courant, François Marty interprète Babel comme une chance pour l'homme : il lit son mythe comme une instauration, par la diversité qu'entraîne la multiplicité des langues, des conditions de l'altérité et de la « biodiversité » des hommes, qui obligent les citadins à se civiliser. La ville devient alors un creuset d'humanité.  
Pour Clarisse Herrenschmidt, « la Tour de Babel n’existe pas » car il n’y eut jamais une seule langue parmi les humains. Le mythe révèle notre rêve « d’une langue unique, nous désirons l’état idéal, idéel, d’une humanité réunie avec elle-même. »
Selon Jean-Jacques Glassner, spécialiste en assyriologie, le mythe de la tour de Babel serait « une métaphore qui évoque un nouveau déluge avec le mascaret humain qui se répand sur la terre entière ».
Dieu lui-même donne son nom à cette ville ; Babel, qui ouvre le ciel, est d'après Emmanuel Levinas une invitation à « l'ouverture à l'autre que l'autre, celui qui m'est radicalement différent, comme voie qui mène au Tout autre ».
Dans une optique analytique, notamment avec Marie Balmary, ce mythe prend sens de l'endroit où il apparait dans la Bible : après le Déluge, tentative d’extermination des hommes par Dieu. La construction de la Tour s’interprète alors comme une rétorsion contre Dieu. Ce que manifeste le nom composé de Babel, bab : porte, et El : ciel. La Tour de Babel fait figure de tour de guerre pour monter à l’assaut du Ciel où réside Dieu. Pour la réaliser, les hommes opposent à la puissance de Dieu, une puissance équivalente, la « force collective » : « Ils se dirent l’un à l’autre : « Allons, faisons des briques et cuisons-les au feu. […] Ainsi nous nous ferons un nom, de peur d’être dispersés sur toute la face de la terre… » On retrouve là les éléments constitutifs de la religion selon René Girard: crise d’indifférenciation, désir mimétique, dimension collective, meurtre, victime divinisée. Selon ce type d'interprétation, le danger et le sens de la Tour de Bab’El résident dans cette uniformisation, cette illusion de toute-puissance des hommes, plus que dans l’atteinte à la majesté divine. Ce que confirme la réflexion de Dieu : « Voici, dit-il qu’ils ne forment qu’un seul peuple et ne parlent qu’une seule langue. S’ils commencent ainsi, rien ne les empêchera désormais d’exécuter toutes leurs entreprises. »
Une évolution générale de l’interprétation du texte peut se décrire ainsi : alors que les interprétations traditionnelles présentaient la diversité des langues comme une punition, le récit a été au contraire compris à partir du XXe siècle, comme le danger de l’unification culturelle, du fait d’un « renversement de cette construction théologique », et la dispersion des hommes et la multiplicité des langues ont été pensées non comme une malédiction mais comme une richesse. Le mythe peut ainsi être extrapolé « aux problématiques que soulève la modernité ».

## Dans la culture

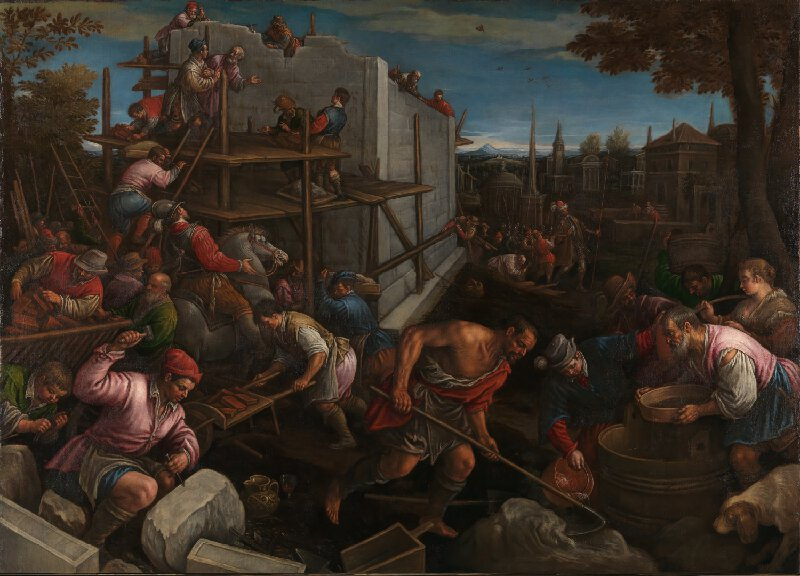
Leandro Bassano (vers 1600).

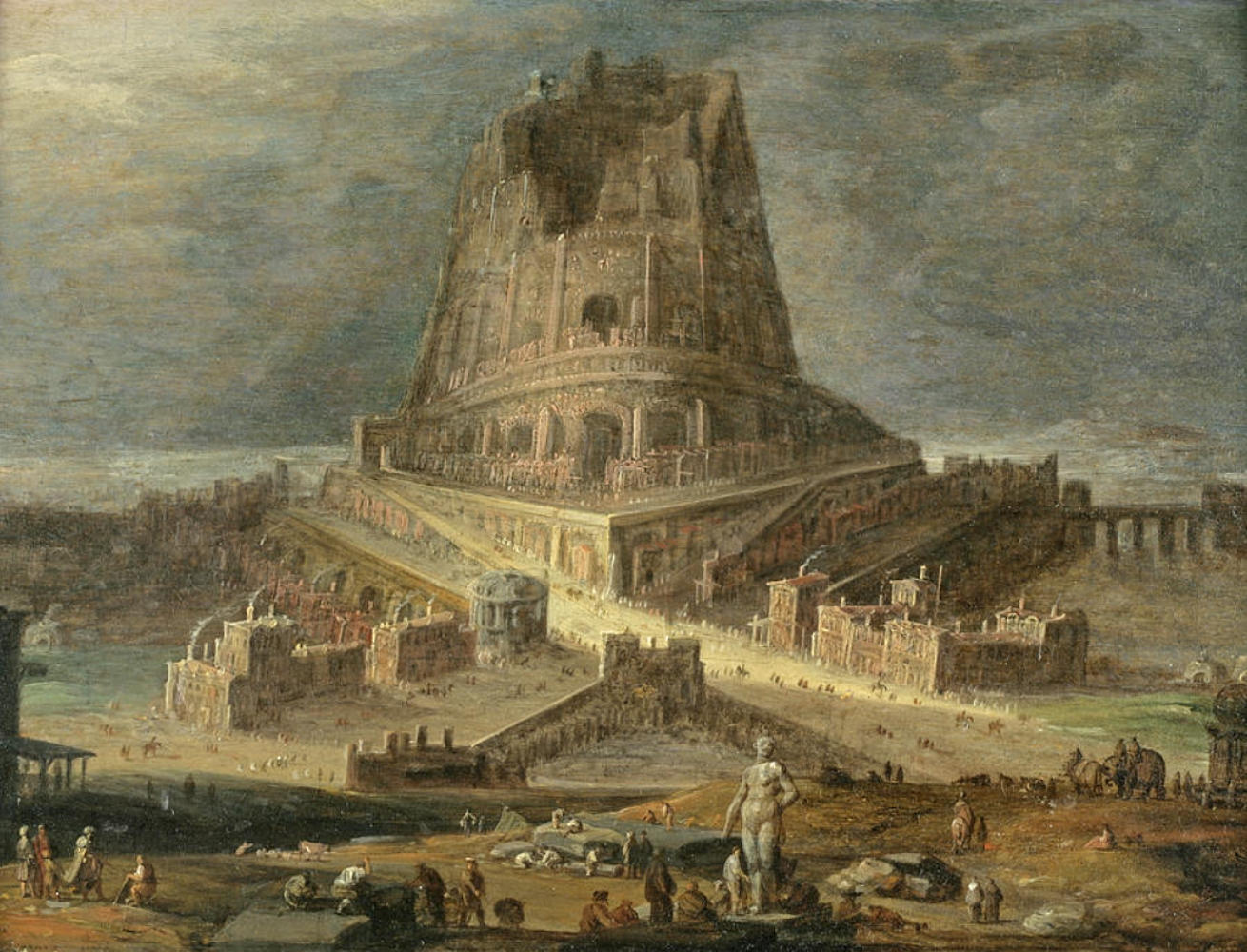
Jan Micker (XVIIe siècle).

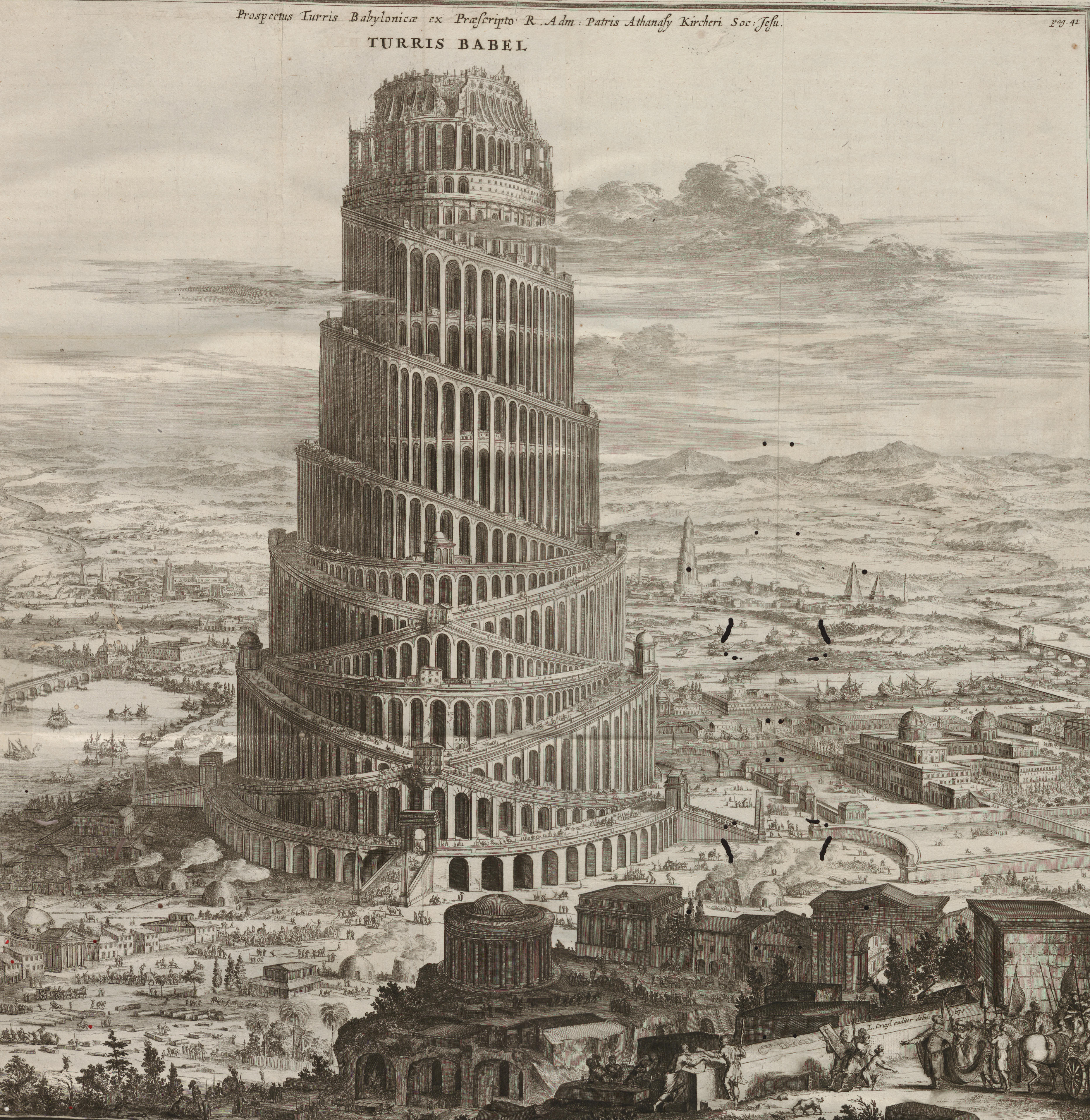
Turris Babel par Athanase Kircher (1679).

Les récits de constructions qui atteindraient le ciel ont depuis longtemps inspiré écrivains et artistes, d'autant plus que le mythe de Babel se retrouve, sous diverses variantes, dans la plupart des cultures et civilisations ainsi que l'a montré George Steiner. 
Stefan Zweig s'est inspiré de cet épisode pour assimiler « le ciel » à un but infiniment éloigné.
Roger Perron voit dans la tour de Babel une métaphore du processus analytique, le psychanalyste étant « voué à l’inépuisable approche d’un appareil psychique hanté par l’Idéal du Moi et la sublimation, mais enraciné dans la pulsion ». 
En somme, comme le note James Dauphiné, « la fécondité du mythe de Babel a donc été remarquable. Tout en subissant au cours de sa réception des variations et des modifications, ce récit biblique est à l’origine de pans entiers de la littérature et à la source d’une réflexion sur les fonctions de la langue et le pouvoir des mots ». Le même auteur voit dans la création de l'espéranto « un moyen de conjurer la malédiction de Babel et de forger une unité perdue ».

### Musique
- Tower of babel (1975) de Elton John et Bernie Taupin, apparue sur l'album Captain Fantastic and the Brown Dirt Cowboy
- The legend of Babel (1984) de Giorgio Moroder, B.O.F. Metropolis de Fritz Lang colorisé.
- Babel (2011) d'ATOLS avec la voix de Miku Hatsune
- Babel (1987) de Klaus Schulze et Andréas Grosser
- Babel (2012) de Mumford & Sons, apparue sur leur album du même nom
- Babel (2014) de Jean-Louis Murat, avec le Delano Orchestra (Pias)
- La Tour de Babel de Guy Béart
- Tour de Babel de Glenmor, tirée de l'album Hommage à Morvan Lebesque
- La tour de Babel (2014) de Georgio sur l'EP À l'abri
- Dom Pérignon (Prod. Foda €) de Columbine ft. Charles Vicomte
- Babel (2016) de Merzhin, tiré de l'album Babel
- Babel Tower (2014) de Primordial, tiré de l'album Where Greater Men Have Fallen
- The Tower of Babel (1991) de Yoko Kanno
- La femme d'Hector (1958) de Georges Brassens, apparue sur l'album Volume 6
- Babylon (2020) de Lady Gaga, tiré de l'album Chromatica
- Babel, premier morceau de l'album "The word as power[45]" (2013) de Lustmord.
- Château de cartes (2017) de Lorage.
- BABEL BABEL (2024), album studio du groupe Indochine.

### Littérature

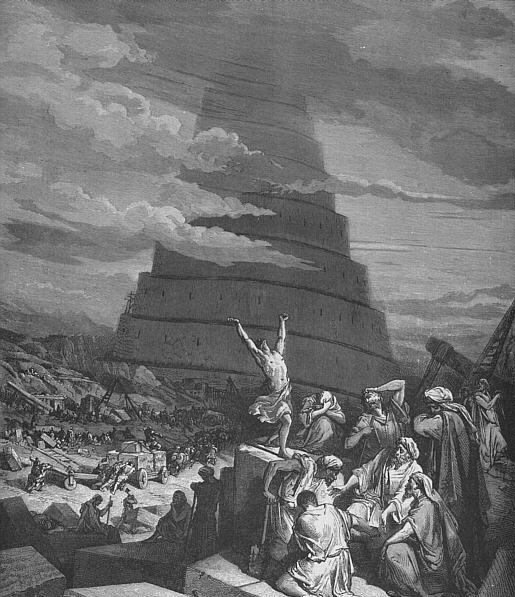
La Confusion des langues, par Gustave Doré (vers 1865).

- La bibliothèque de Babel (1941) de Jorge Luis Borges (Babel devient une bibliothèque exhaustive englobant la totalité du savoir)
- Babel, la Langue promise, d'Alain-Abraham Abehsera, BibliEurope - Connectives, 1999 (essai sur la parenté universelle des langues avec l'hébreu biblique).
- L’homme qui a défié Babel de René Centassi (eo) et Henri Masson (biographie de Louis-Lazare Zamenhof, Éditions Ramsay, 2002
- Des tours de Babel de Jacques Derrida
- Babel de Jean-Claude Francklin
- Babel, la tour des hommes de Daniel Brentwood
- Babel ou l'inachèvement de Paul Zumthor, éditions du Seuil
- Le Sacrifice interdit chapitre 3 de Marie Balmary, éditions Grasset, 1999
- La Tour d'El-Bab et La Colère d'Enki, tome 5 et 6 de la série québécoise Amos Daragon de Bryan Perro
- Le Guide du voyageur galactique de Douglas Adams où apparaît le Babelfish, un poisson interprète qui se glisse dans le conduit auditif d'un être vivant
- La Tour de Babylone de Ted Chiang
- Les Greniers de Babel de Jean-Marie Blas de Roblès, édition Invenit, 2012
- La Passe-miroir - La Mémoire de Babel de Christelle Dabos, 2017, dans ce troisième volet la tour de Babel y trouve une place particulière
- L'arrache-mots de Judith Bouilloc, Babel est la capitale du royaume d'Esmérie où se déroule l'intrigue.
- Rois et Reines de Babel de François Place, éditions Gallimard, 2020, album jeunesse
- Babel de R.F Kuang , édition DeSaxus, 2023

### Peinture

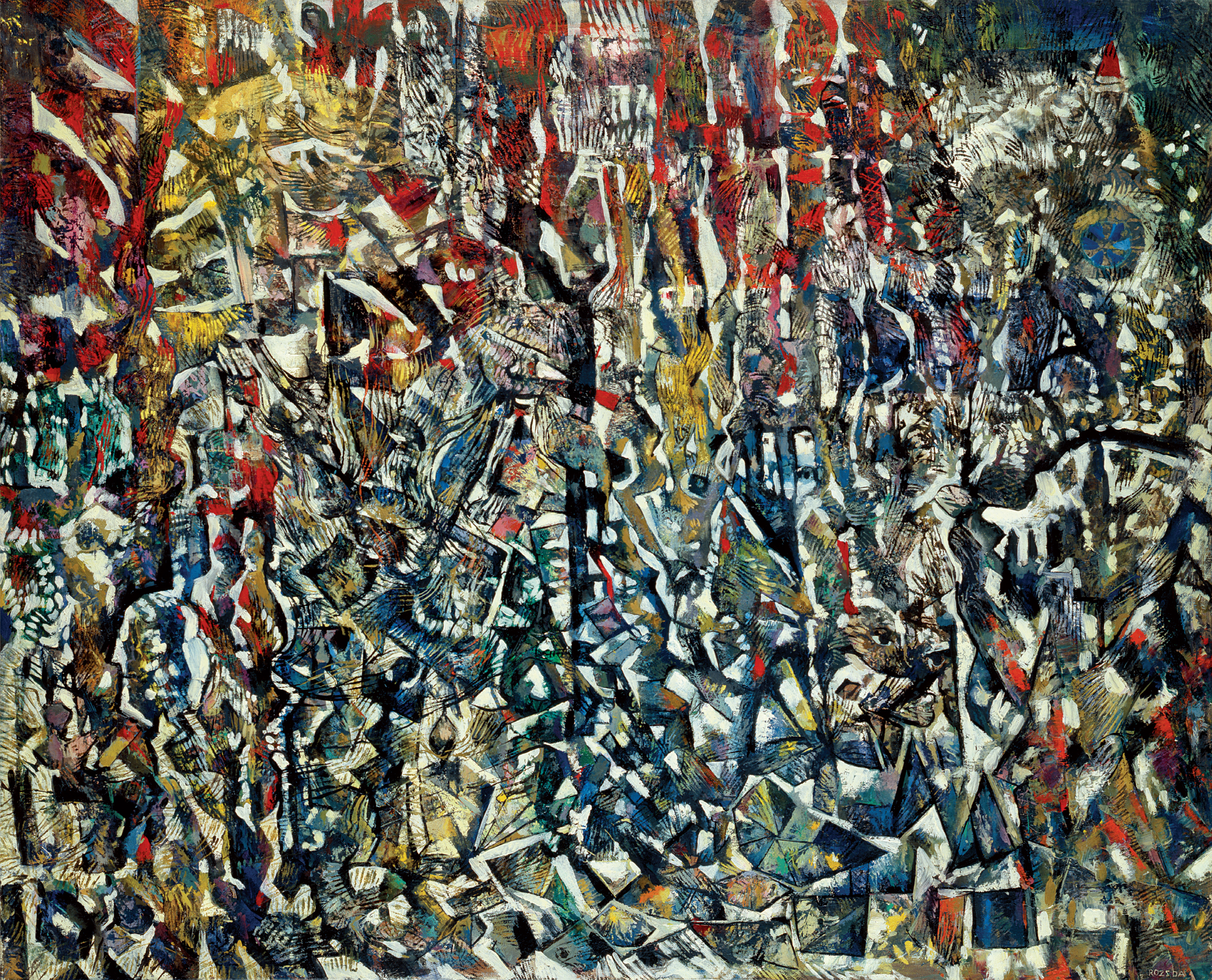
Endre Rozsda, La Tour de Babel (1958).

Dans une gravure réalisée en 1547 (voir ci-dessus), Cornelis Anthonisz est le premier à donner à la Tour une forme ronde, en dépit du fait que la structure carrée de la ziggurat était alors bien connue grâce aux textes grecs. Contrairement au texte biblique, Anthonisz représente la tour en train de s'effondrer, alors que la colère de Dieu ne s'est pas traduite par sa destruction mais par la confusion des langues. Dès ce moment, le motif de la tour de Babel devient très populaire dans la peinture flamande, qui produira des centaines de peintures de la tour, la plupart anonymes, entre 1563 et 1650. Les plus célèbres sont celles de Pieter Brueghel l'Ancien et Lucas van Valckenborch. La Tour reste au premier plan jusque vers 1650. Par la suite, elle se trouve reléguée dans le fond des tableaux. 

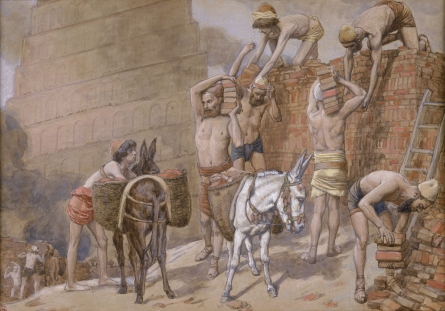
Construction de la Tour de Babel,
James Tissot, 1896-1902,
musée juif (New York).

- Pieter Brueghel l'Ancien (1525-1569), La Tour de Babel, 1563, huile sur bois, 114 × 155 cm, (Vienne, Kunsthistorisches Museum Wien). Brueghel s'inspire de la structure du Colisée. et la forme ronde s'imposera durant toute cette période
- Pieter Brueghel l'Ancien, La « Petite » Tour de Babel, vers 1563, huile sur bois, 60 × 74,5 cm, (Rotterdam, Museum Boymans-van Beuningen).
- Lucas van Valckenborch (1535-1597), La Tour de Babel (Paris, musée du Louvre), 1594, huile sur bois, 41 × 56 cm.
- Lucas van Valckenborch, Construction de la tour de Babel, 1595 (?), huile sur bois, 42 × 68 cm, (Coblence, Mittelrhein-Museum, Inv. Nr. M 31).
- Martin van Valckenborch (en) (1535-1612), La Tour de Babel, huile sur bois, 49,5 × 66,6 cm, (Pinacoteca ; Sienne).
- Maurits Cornelis Escher, Tour de babel, xylographie, 1928.
- James Tissot, Construction de la Tour de Babel, 1896-1902, gouache sur carton
- Corrado Mochis, Tour de Babel, vitrail conservé dans le musée du dôme de Milan

### Cinéma
- Dans le film Metropolis de Fritz Lang (1927), une scène raconte l’histoire de la tour de Babel : son but, sa construction, les incompréhensions entre la main et la tête et sa fin.
- Dans le film Alexandre d'Oliver Stone (2004), une scène nous montre la tour de Babel située à Babylone.
- Le film Babel d'Alejandro González Iñárritu (2006) fait référence au mythe en prenant appui sur les difficultés rencontrées par les hommes pour communiquer, alors qu'ils sont tous unis par la même humanité.

### Films d'animation
- Dans le long-métrage Le Château dans le ciel d'Hayao Miyazaki (1986), l'origine du château est peu connue mais le générique fait penser au thème des hommes qui ont voulu s'élever au rang des dieux (vie dans les nuages, puissance infinie qui peut faire le bien ou le mal suivant leur volonté) et qui ont été presque anéantis, les survivants ayant tout à réapprendre. Le lien est d'autant plus flagrant que l'un de ces châteaux apparaissant dans le générique ressemble fortement à la représentation de Pieter Brueghel l'Ancien.
- La tour de Babel fait une apparition dans la série télévisée Nadia, le secret de l'eau bleue (1990). Elle a été construite par les Atlantes mais celle-ci a également servi à leur destruction.
- Dans l'anime Patlabor, E. Hoba (en référence à Jéhovah) tente de saboter le projet Babylone en introduisant un virus qui cause l'apparition du mot « Babel » sur les écrans d'ordinateur et la folie des robots infectés par ce virus. Cette manœuvre a pour but d'empêcher le retour de Dieu, censé punir l'homme, comme dans l'Ancien Testament, à la suite du projet pharaonique nommé Babylone.
- Dans le long-métrage Metropolis de Rintarō (2001), un homme cherche à s'élever au-dessus des autres par le biais d'un robot à l'apparence de petite fille, pouvant contrôler le monde du haut d'une tour appelée Ziggurat, faite à l'image de la tour de Babel.
- Dans l'anime Saint Seiya Omega, Mars invoque la tour Babel pour absorber l'énergie de la terre afin de créer son sanctuaire.

### Jeux vidéo
- Dans Babel Rising (sur Android, iOS, PS3 et WiiWare), des ouvriers tentent de construire la tour de Babel. Le joueur incarne Dieu et doit les en empêcher en utilisant les sept pouvoirs à sa disposition, notamment le tsunami. Le roi Nabo (Nabuchodonosor) est décrit comme un tyran méprisable. Babel running inverse les positions. [48].
- Dans Soleil, le héros monte la tour de Babel, passe des épreuves pour arriver au sommet de la tour, et une autre plus ardue pour atteindre les cieux. C'est un lapin dans un village proche de « Fleur Brûlée » qui nous indique que les humains ont des difficultés à communiquer entre eux.
- Dans Illusion of Time dans lequel un héros évolue à l'intérieur d'une tour ressemblant à la tour de Babel,
- Dans Super Mario Bros. 3 où elle constitue un petit niveau dans le monde 5 qui justement est le monde du ciel.
- Dans The Legend of Zelda: Majora's Mask, l'accès au temple de la vallée d'Ikana, qui consiste à monter une tour jusqu'aux cieux est une référence à la tour de Babel.
- Dans Indiana Jones et la Machine infernale, la tour de Babel abrite une machine mystérieuse et dangereuse qui aurait été créée du temps du roi Nabuchodonosor et inspirée par le dieu babylonien Marduk et permet d'ouvrir un passage entre le monde réel et une autre dimension, l'aetherium.
- Dans Prince of Persia : Les Deux Royaumes, produit par Ubisoft, on peut gravir cette tour dans les derniers niveaux du jeu.
- Dans Xenogears, où elle constitue une étape importante du jeu. Le symbole du lien avec Dieu et de la montée de l'homme vers le ciel est réutilisé dans ce jeu au scénario très mystique.
- Dans Nostalgeo no Kaze, la tour de Babel a des graphismes rappelant parfaitement le tableau de Bruegel l'Ancien.
- Dans SimCity Creator, la tour de Babel est le monument représentant l'époque antique, elle est semblable au tableau de Bruegel l'Ancien.
- Dans Painkiller, le niveau 3 du chapitre 4 s'appelle « Babel ». Il se déroule dans une vaste cité orientale où culmine la fameuse tour.
- Dans Atlantica Online où elle constitue un donjon de nation accessible à partir du niveau 100. Elle possède 4 étages.
- Dans Golden Sun (sur Game Boy Advance), un personnage nommé Babi fait construire une tour appelée le « phare de Babi », afin de pouvoir localiser une île perdue qui détient les secrets de l'immortalité. L'édifice s'effondre avant la fin de sa construction.
- Dans Catherine (sur Xbox 360 et PlayStation 3), il existe un mode « Babel » où le héros doit escalader une tour qui s'effondre petit à petit.
- Dans Doom, le dernier niveau du deuxième épisode s'appelle « Tour de Babel ». Il permet au joueur de descendre en Enfer et non de monter aux cieux.
- Dans Final Fantasy IV, la « Tour de Babel » ou « Tour de Babil » est un donjon s'élevant du monde souterrain jusqu'au ciel. Le joueur doit s'y rendre à plusieurs reprises au cours de l'histoire.
- Dans The Lapins Crétins : La Grosse Aventure, les lapins crétins veulent construire une tour de déchets assez grande pour atteindre la Lune.
- Dans Call of Duty: Black Ops II, les joueurs parvenant à réaliser le secret de Green Run en mode Zombie se voient obtenir le succès « La Tour de Babel ».
- Dans Forge of Empire, la tour de Babel peut être construite en tant que « Grand Monument » afin d'apporter des ressources et d'augmenter la population.
- Dans Overwatch, sur la carte Oasis ajoutée au jeu en Janvier 2017, la tour de Babel semble représentée (au loin puis à l'intérieur) à travers les 3 manches de la carte. La tour de Babel est ici bien plus haute et futuriste que dans les représentations mais n'est toujours pas achevée.
- Dans Arknights Babel, est une organisation censée ramener la paix entre toutes les races de Terra alors souvent en guerre. Son  quartier général est situé dans la tour de babel
- Chants of Sennaar, publié en 2023, propose un univers similaire au mythe, dans lequel le joueur est chargé de rétablir le lien linguistique entre les peuples par le biais d'énigmes à résoudre[49].

### Bande dessinée
- La Tour de François Schuiten et Benoît Peeters relate l'histoire d'un mainteneur dans une tour d'une taille démesurée, évoquant la tour de Babel.
- Le tome 5 de la bande dessinée Universal War One est intitulé Babel, en référence à la tour de Babel dont l'histoire y est relatée.
- Les rues de sable de Paco Roca se passe dans un hôtel construit par un mathématicien, et qui semble s'élever jusqu'au ciel. Lors de l'inondation de la ville, le sommet tronqué de la tour permet d'atteindre la Lune.
- Le Troisième Testament - Julius livre 2 de Alex Alice, Xavier Dorison et Thimothée Montaigne. Une partie de l'histoire se passe à Babylone où l'on voit la tour au milieu de la ville.
- La Tour de Babel de Jacques Martin est un épisode des aventures d’Alix.
- La Tour de Babel d'Alberto Breccia est un épisode (tome 2) de Mort Cinder.
- Blackface Babylone (2015) de Thomas Gosselin.
- La Tour de Babel de Mark Waid, publié chez DC Comics, est une série de comics racontant comment Ra's al Ghul prend le contrôle de la planète en volant les fichiers de Batman, permettant ainsi de mettre à terre tous les héros de la Justice League. La référence biblique est que l'Humanité n'arrive plus à communiquer car les langues sont brouillées.